# Police du Dominion
La police du Dominion a existé de 1868 à 1920. Elle a précédé la Gendarmerie royale du Canada.

## Histoire
La police du Dominion a été créée le 22 mai 1868 à la suite de l’assassinat de Thomas D'Arcy McGee pour protéger les bâtiments du gouvernement fédéral (dont les bâtiments du  Parlement, la colline du Parlement et les ports d'Halifax et d'Esquimalt). Elle protégea également les membres du gouvernement et exerça des activités de services secrets à la suite des raids Féniens. Elle avait aussi pour fonction de garantir l'application de certaines lois fédérales, notamment relative aux contrefaçons et au trafic d'êtres humains.
Le 1er février 1920, elle est fusionnée avec la Police montée du Nord-Ouest pour former la Gendarmerie royale du Canada.

## Sources
- (en) Cet article est partiellement ou en totalité issu de l’article de Wikipédia en anglais intitulé « Dominion Police » (voir la liste des auteurs).